# فلیت فاکسز
فلیت فاکسز(به انگلیسی: Fleet Foxes) نام گروه فولک راکی است که در سیاتل تشکیل شده است. آنها در سال ۲۰۰۸ با انتشار اولین ای‌پی خود و اولین آلبوم کامل خودشان در همان سال کار خود را آغاز کردند.هر دو آلبوم تحسین منتقدان را به همراه داشت. در کارهای فلیت فاکسز استفاده از ترانه‌های شاعرانه و صدای هارمونیک بسیار به چشم می‌خورد.

## آلبوم‌ها
نواهای عاشقانه و ناب از دل طبیعت وحشی آمریکا همراه با اشعار ساده و دل‌نشین، خیلی زود و در همان آلبوم اول، نام فلیت فاکسز را به فهرست محبوب‌ترین گروه‌های موسیقی فولک آمریکایی افزود و آنها را به پدیده موسیقی مستقل آمریکا در سال ۲۰۰۸ تبدیل کرد. بعد از سه سال آلبوم تازه «روباه‌های گریزپا» یا همان فلیت فاکسز منتشر شده، نظرات مختلفی در محافل موسیقی درباره آنها شنیده می‌شود؛ نظراتی عمدتاً مثبت که از اقبال هواداران موسیقی مستقل به این گروه اهل سیاتل حکایت دارد. دلیل تأخیر سه‌ساله در انتشار آلبوم دوم آن‌ها را باید در برگزاری تورها و اجراهای پرشمار گروه در این‌مدت دانست که بعد از آلبوم اول بسیار موفق‌شان، طبیعی به نظر می‌رسد. موسیقی فلیت فاکسِز بسیار وام‌دار بعضی از بزرگان فولک آمریکا، همچون ون موریسن و نیل یانگ است؛ با این‌حال آن‌چه آن‌ها را از خیل گروه‌های بی‌شمار فولک جدا می‌کند، تأثیر اِلمان‌های سبک باروک پاپ Baroque Pop بر نحوه اجرا و تنظیم قطعات آنهاست که ویژگی منحصربه‌فردی به موسیقی آنها می‌بخشد.